# Margon (Eure-et-Loir)
Margon ist eine Ortschaft und eine ehemalige französische Gemeinde mit 1.223 Einwohnern (Stand: 1. Januar 2022) im Département Eure-et-Loir in der Region Centre-Val de Loire. Sie gehörte zum Arrondissement Nogent-le-Rotrou und zum Kanton Nogent-le-Rotrou.
Mit Wirkung vom 1. Januar 2019 wurden die früheren Gemeinden Margon, Brunelles und Coudreceau zur Commune nouvelle Arcisses zusammengeschlossen und haben dort den Status einer Commune déléguée. Der Verwaltungssitz befindet sich im Ort Margon.

## Geographie
Margon liegt etwa 49 Kilometer westsüdwestlich von Chartres am Ufer des Flusses Huisne. Sie liegt im Regionalen Naturpark Perche. Umgeben wird Margon von den Nachbargemeinden und Communes déléguées
- Sablons sur Huisne mit Condeau im Norden und Condé-sur-Huisne im Nordosten,
- Coudreceau im Osten und Nordosten,
- Brunelles im Osten,
- Champrond-en-Perchet im Südosten,
- Nogent-le-Rotrou im Süden und Westen.

## Einwohnerentwicklung
| 1962                      | 1968 | 1975 | 1982 | 1990  | 1999  | 2006  | 2014  |
| ------------------------- | ---- | ---- | ---- | ----- | ----- | ----- | ----- |
| 600                       | 646  | 815  | 944  | 1.154 | 1.225 | 1.240 | 1.233 |
| Quelle: Cassini und INSEE |      |      |      |       |       |       |       |

## Sehenswürdigkeiten

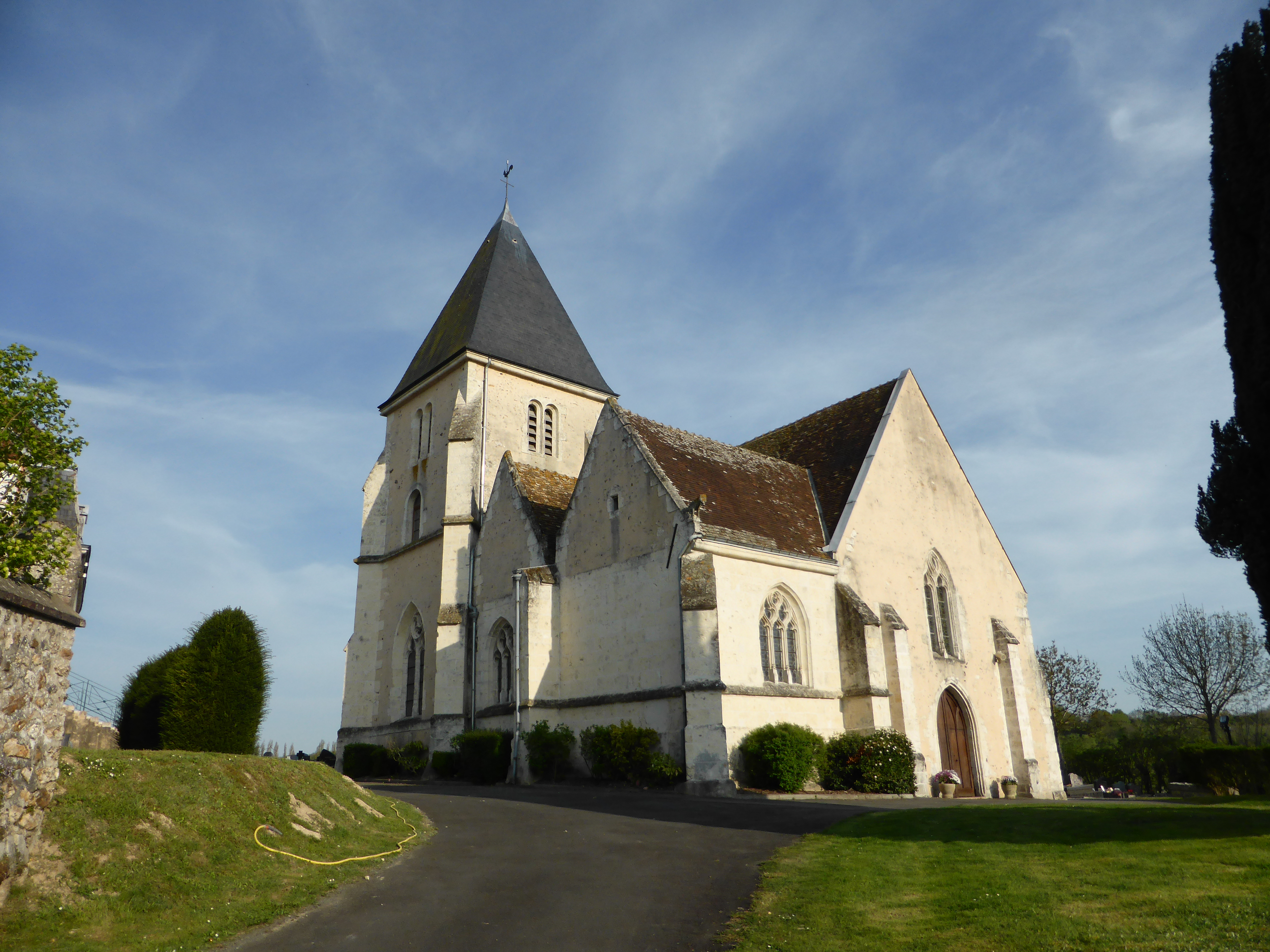
Kirche Notre-Dame-de-Carmel

- Kirche Notre-Dame-de-Carmel, ursprünglich aus dem 11. Jahrhundert
- Gutshof mit Herrenhaus von Le Bois-Joly
- Waschhaus